# موساشینو ۳۲۴۹
سیارک ۳۲۴۹ (به انگلیسی: 3249 Musashino، نامگذاری:1977DT4) سه هزار و دویست و چهل و نهمین سیارک کشف شده‌است که در ۱۸ فوریه ۱۹۷۷ کشف شد.
قدر مطلق سیارک برابر ۱۳٫۶۰ است.